# Antoni Poveda
Antoni Poveda Zapata, también conocido como Antonio Poveda Zapata (Madrid, 25 de agosto de 1955) es un periodista y político español del PSC, alcalde de la localidad barcelonesa de San Juan Despí de 2006 a 2021 y senador por designación del Parlamento de Cataluña de 2021 a 2024.

## Trayectoria política
En 1959 se traslada a San Juan Despí, donde fija su residencia en el barrio de Les Planes. Sus inquietudes políticas le llevaron a vincularse con 17 años a movimientos de lucha antifranquista y de izquierdas. Después de participar en las Joventuts Comunistes de Catalunya (JCC)  y  en el PSUC, se incorporó en  1981 al Partido de los Socialistas de Cataluña, donde ha asumido diversas responsabilidades, en la dirección nacional y en la comarca del Bajo Llobregat.
Es periodista de profesión, (miembro del Colegio de Periodistas de Cataluña, y ha trabajado en diversos periódicos como Tele/eXprés, Mundo Diario y El Periódico de Catalunya.
El 3 de marzo de 2006 fue elegido alcalde de San Juan Despí, tras la jubilación de Eduardo Alonso Palacios. Desde entonces ha revalidado el cargo con mayoría absoluta en las elecciones municipales de 2007, 2011 y 2019. Hasta que en 2021 cuando fue elegido senador por el Parlament de Catalunya, cargo que fue sucedido por la vicealcaldessa Belen Garcia Criado.

## Cargos políticos e institucionales
Desde 2012 es primer secretario de la Federación del Bajo Llobregat del PSC. De 2007 a 2011 fue presidente la Entidad Metropolitana del Transporte (EMT) y en la actualidad es miembro de su consejo de administración. Desde el año 2011 es vicepresidente de Transporte y Movilidad del Área Metropolitana de Barcelona.